# Centris bitaeniata
Centris bitaeniata är en biart som beskrevs av Jesus Santiago Moure 2002. Centris bitaeniata ingår i släktet Centris och familjen långtungebin. Inga underarter finns listade.